# 歐亨尼奧·馬斯特蘭德
歐亨尼奧·馬斯特蘭德（英語：Eugenio Mastrandrea，1994年—） ，是一位意大利演員，以在2022年的Netflix劇集《白手起家》中飾演利諾而聞名。
馬斯特蘭德出生於意大利羅馬，畢業於西爾維奧·達米科國家戲劇藝術學院。
他曾在2012年的電影《A.C.A.B.》中飾演Giancarlo，以及在2021年的意大利電視劇《La Fuggitiva》中飾演Marcello Favini。此外，他在Netflix劇集《白手起家》中首次亮相美國，與佐伊·索爾達娜合作飾演主角利諾·奧托拉諾（Lino Ortolano） 。他也與丹澤爾·華盛頓一同出演美國電影《私刑教育3》，該片於2022年在意大利拍攝，2023年上映。

## 外部連結
- 歐亨尼奧·馬斯特蘭德在互联网电影资料库（IMDb）上的資料（英文）